# Lärbro socken
Lärbro socken ingick i Gotlands norra härad, ingår sedan 1971 i Gotlands kommun och motsvarar från 2016 Lärbro distrikt.
Socknens areal är 103,98 kvadratkilometer, varav 103,24 land. År 2020 fanns här 997 invånare. Tätorten och kyrkbyn Lärbro med sockenkyrkan Lärbro kyrka ligger i socknen. Lärbro blev utsedd till årets socken på Gotland år 2015.  

## Administrativ historik
Lärbro socken har medeltida ursprung. Under 1500-talet införlivades Ganns socken. Socknen tillhörde Forsa ting som i sin tur ingick i Rute setting i Nordertredingen.
Vid kommunreformen 1862 övergick socknens ansvar för de kyrkliga frågorna till Lärbro församling och för de borgerliga frågorna bildades Lärbro landskommun. Landskommunen utökades 1952 och ingår sedan 1971 i Gotlands kommun. Församlingen uppgick 2010 i Lärbro-Hellvi församling som 2012 uppgick i Forsa församling.
1 januari 2016 inrättades distriktet Lärbro, med samma omfattning som församlingen hade 1999/2000.  
Socknen har tillhört samma fögderier och domsagor som Gotlands norra härad. De indelta båtsmännen tillhörde Gotlands första båtsmanskompani.

## Geografi
Lärbro socken ligger i norra Gotlands inland och består av en vidsträckt odlingsbygd omgiven av skogsbygd.

### Gårdsnamn
Angelbos, Banne Lilla, Banne Stora, Bjärs Lilla, Bjärs Stora, Ganns Kyrkoägor, Gisslauser, Glästäde, Hammars Lilla, Hammars Stora, Hångers, Hägvide, Kajlungs, Kauparve, Kumble, Källstäde Lilla, Källstäde Stora, Liffride, Norder-Ire, Norrbys, Norrgårde, Norrvange, Nors, Pavals, Prästgården, Rangvide, Ringvide, Skuttlings, Slängs, Sudervange, Lilla Takstens, Stora Takstens, Tängelgårds, Uppegårds, Vikers Lilla, Vikers Stora, Vägume Lilla, Vägume Stora, Västninge.

### Ortnamn
Simundstorp, Skolgården, Skoltomten, Staplebacke, Storgraun, Vaste.

## Fornlämningar

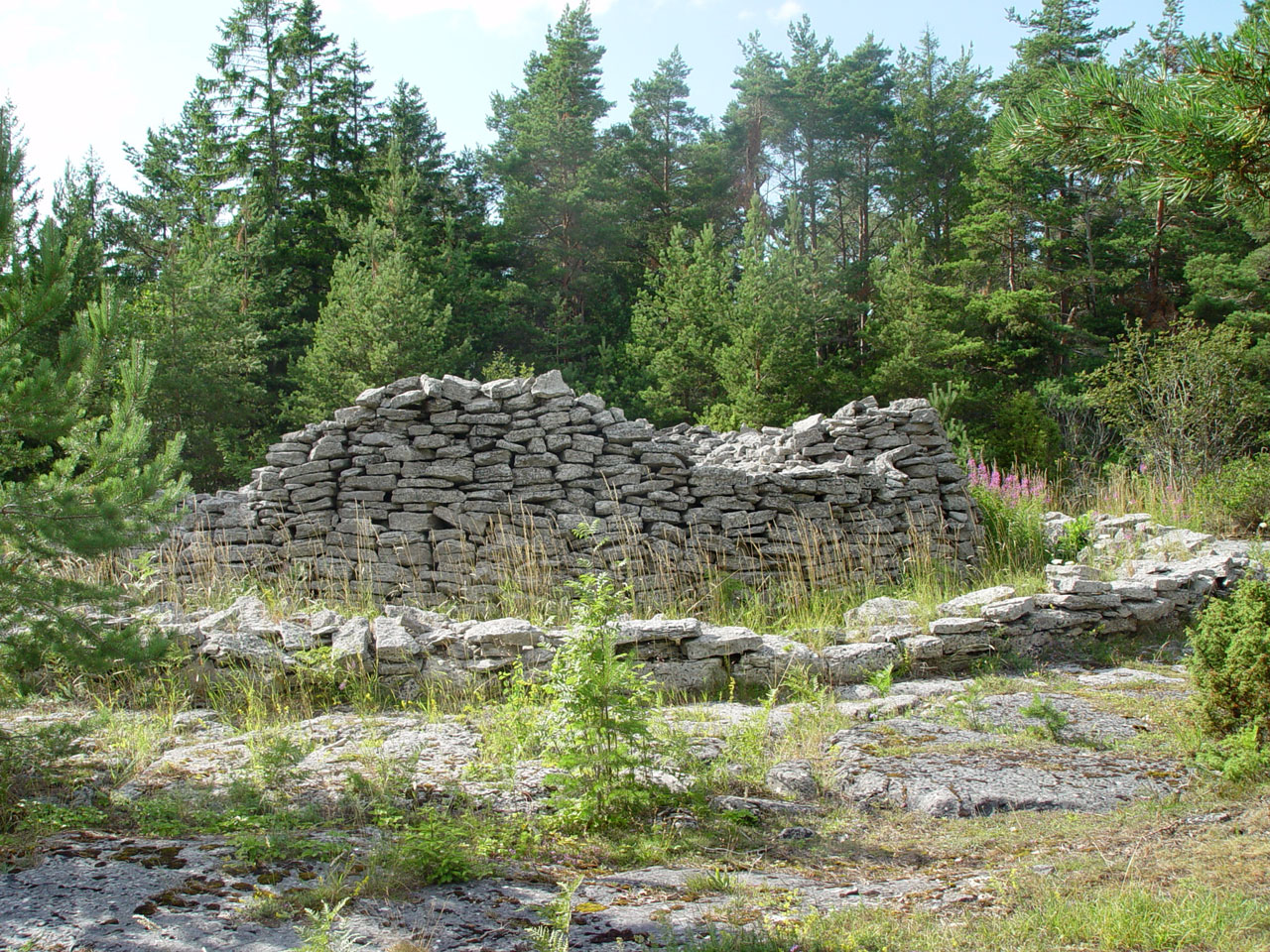
Gravröset Kaparve

Sliprännor finns i stort antal, båda i fast häll och i block. Kända från socknen är talrika lösfynd och en boplats från stenåldern, över 100 gravrösen, en hällristning, skärvstenshögar och skeppssättningar från bronsåldern samt cirka 60 gravfält, stensträngar och tre fornborgar från järnåldern. Också bildstenar, ett tiotal runristningar och offerkällan Hångers källa återfinns i denna socken.

### Depåfyndoch silverfynd frånvikingatiden
- Takstens. 188 kufiska silvermynt samt en armring och en spirallagd ten. Hittad vid grävning på åker.
- Sudervanga. Två typ 2-armringar av massiv silver, hittade av bonden Stefan Jacobsson under åkerplöjning, vilka låg lösa i mullen en fjärdedels aln under marken.
- Takstens gård. Åtta silvermynt, alla kufiska, samt en gjuten bronsbit. Funnet av bonden Olof Källström under åkergrävning.
- Takstens. 23 kufiska silvermynt.
- Takstens. Depåfynd, 148 silvermynt varav alla utom ett tyskt var arabiska, ett par obetydliga föremål av brons; ett avlångt spänne med draksirater, eldsvedda bronsbitar, bronsbleck med mera.
- Takstens. Vacker silverarmring, typ 3. Hittad vid plöjning på en åker
- Lilla Bjers. 118 silvermynt, alla arabiska, hittade vid nyodling på en ängsmark av husbonden Olof Segerdal.
- Bjärs. Tio silvermynt, alla arabiska. Hittade av husbonden Olof Segerdal.
- Liffride. 624 silvermynt, bitar av en punsornerad armbygel, fyra barrar, ett beslag med niello, en punsornerad plåt, tio tenar med mera. Mynten från 1000-talet, anglosaxiska, bysantinska, tyska, danska mm. Funna av husbonden Mårten Ögren, Niklas Lantbom och drängpojken Jakob Karlsson vid grushämtning i en örbacke.
- Lilla Källstäde. 127 silvermynt, bitar av bleck, barrar, tenar med mera. Mynten kufiska, anglosaxiska och tyska. Hittade vid grävning i en hage.
- Pavalds. En spiralten med omböjda ändar, en typ 1-armring samt 201 mynt, alla kufiska. Hittade invid en gammal trästubbe på en åker.
- Bjärs. Fem arabiska mynt. Hittade på en åker.
- Bjärs. En typ 2-armring, vägande nio ort med en 85% halt. Hittad vid plöjning.
- Nors. 36 mynt, allesammans arabiska, därav sex fragment. Hittade våren 1906 vid plöjning på en åker kallad Nymansåker.
- Nors. 287 arabiska mynt, därav 130 fragmentariska, åtta spiralringar använda för betalning, ett fragment av punsornerad armring, en ihoprullad typ 1-armring. Hittade på Norrgantsåkern vid plöjning, på samma plats som den tidigare.

- Nors. Fjorton arabiska mynt, varav sex hela, vackert ringspänne av brons med ändarna avslutade i djurhuvuden, nålen med bred platt omfattningsdel, en liten massiv bronsring, en mosaikpärla samt en röd lerpärla. Funna 1907 under grävning i trädesjord.
- Granhagsmyr. En bandformig armring, tre typ 2-armring, en typ 4-armring, spiralring med omböjda ändar, en ten. Hittade vid plöjning i åker.
- Norrvange. 82 arabiska mynt.
- Lilla Vägome. 233 arabiska mynt. Hittade vid kanalgrävning å en äng, c:a 3 dm. under jordytan.
- Hägvide. Underligt depåfynd; oval spännbuckla, två bitar av glaserad keramik, en bronsknapp, sjuttiotvå olika föremål eller fragment av järn, tio bronsföremål, tre nötkreaturständer, två bitar obrända ben samt cirka tjugo arabiska och tyska 900-talsmynt och en kontorspolett av brons, fjärdedels skilling 1799. Vid undersökning, sedan en privatperson med metalldetektor år 1981 hittat fem mynt.
- Pavalds. Depåfynd, intill en nu borttagen ek på åkermark. Består av ca 500 mynt, mest arabiska, två små bronsknoppar, hacksilver, armbyglar och armringar, fragment av silverten, ett ensamt blyföremål.
- Pavalds. 114 silvermynt, mest fragment och alla arabiska, en del silverföremål; beslag, prydnader, öppen silverring, tre spiralringar med kvadratiskt tvärsnitt och omböjda ändar, två tenar med mera.

## Namnet
Namnet (1300-talet Ledhubro) kommer från platsen för kyrkan. Förleden är ladha, 'stapla, lasta' som här med efterleden bro troligen har betydlsen 'något uppstaplat, syftande på broanläggningen.

## Befolkningsutveckling
| Befolkningsutvecklingen i Lärbro socken 1800–2020 | Befolkningsutvecklingen i Lärbro socken 1800–2020 | Befolkningsutvecklingen i Lärbro socken 1800–2020 | Befolkningsutvecklingen i Lärbro socken 1800–2020 | Befolkningsutvecklingen i Lärbro socken 1800–2020 |
| --- | ------------------------------------------------- | ------------------------------------------------- | ------------------------------------------------- | ------------------------------------------------- |
| |                                                   |                                                   |                                                   |                                                   |
| År |                                                   |                                                   | Folkmängd                                         |                                                   |
| 1800 | 1800                                              |                                                   | 709                                               |                                                   |
| 1810 | 1810                                              |                                                   | 793                                               |                                                   |
| 1820 | 1820                                              |                                                   | 919                                               |                                                   |
| 1830 | 1830                                              |                                                   | 1 049                                             |                                                   |
| 1840 | 1840                                              |                                                   | 1 156                                             |                                                   |
| 1850 | 1850                                              |                                                   | 1 179                                             |                                                   |
| 1860 | 1860                                              |                                                   | 1 350                                             |                                                   |
| 1870 | 1870                                              |                                                   | 1 478                                             |                                                   |
| 1880 | 1880                                              |                                                   | 1 426                                             |                                                   |
| 1890 | 1890                                              |                                                   | 1 271                                             |                                                   |
| 1900 | 1900                                              |                                                   | 1 352                                             |                                                   |
| 1910 | 1910                                              |                                                   | 1 301                                             |                                                   |
| 1920 | 1920                                              |                                                   | 1 326                                             |                                                   |
| 1930 | 1930                                              |                                                   | 1 424                                             |                                                   |
| 1940 | 1940                                              |                                                   | 1 381                                             |                                                   |
| 1950 | 1950                                              |                                                   | 1 356                                             |                                                   |
| 1960 | 1960                                              |                                                   | 1 254                                             |                                                   |
| 1970 | 1970                                              |                                                   | 1 254                                             |                                                   |
| 1980 | 1980                                              |                                                   | 1 177                                             |                                                   |
| 1990 | 1990                                              |                                                   | 1 124                                             |                                                   |
| 2000 | 2000                                              |                                                   | 1 049                                             |                                                   |
| 2010 | 2010                                              |                                                   | 999                                               |                                                   |
| 2020 | 2020                                              |                                                   | 997                                               |                                                   |
| Anm: Källor: Umeå universitet - Tabellverket 1749-1859, Demografiska databasen, CEDAR, Umeå universitet, Befolkningsutvecklingen i Gotlands socknar 2000 - 2010, Folkmängden per distrikt, landskap, landsdel eller riket efter kön. År 2015 - 2022. |                                                   |                                                   |                                                   |                                                   |

### Fotnoter
1. 1 2  Svensk Uppslagsbok andra upplagan 1947–1955: Lärbro socken
2. ↑  ”Folkmängden per distrikt, landskap, landsdel eller riket efter kön. År 2015 - 2022”. Statistikdatabasen. Statistiska centralbyrån. http://www.statistikdatabasen.scb.se/pxweb/sv/ssd/START__BE__BE0101__BE0101A/FolkmangdDistrikt/. Läst 23 april 2023.
3. ↑  Harlén, Hans; Harlén Eivy (2003). Sverige från A till Ö: geografisk-historisk uppslagsbok. Stockholm: Kommentus. Libris 9337075. ISBN 91-7345-139-8
4. ↑  ”Församlingar”. Statistiska centralbyrån. https://www.scb.se/hitta-statistik/regional-statistik-och-kartor/regionala-indelningar/forsamlingar/. Läst 30 december 2022.
5. ↑  Administrativ historik för Lärbro socken (Klicka på församlingsposten). Källa: Nationella arkivdatabasen, Riksarkivet.
6. ↑  Om Gotlands båtsmanskompani
7. 1 2  Sjögren, Otto (1931). Sverige geografisk beskrivning del 2 Östergötlands, Jönköpings, Kronobergs, Kalmar och Gotlands län. Stockholm: Wahlström & Widstrand. Libris 9939
8. 1 2  Nationalencyklopedin
9. ↑  Förteckning över slipskåror
10. ↑  Fornlämningar, Statens historiska museum: Lärbro socken
11. ↑  Fornminnesregistret, Riksantikvarieämbetet: Lärbro socken Fornminnen i socknen erhålls på kartan genom att skriva in sockennamn (utan "socken") i "Ange geografiskt område"
12. ↑  Mats Wahlberg, red (2003). Svenskt ortnamnslexikon. Uppsala: Institutet för språk och folkminnen. Libris 8998039. ISBN 91-7229-020-X. https://isof.diva-portal.org/smash/get/diva2:1175717/FULLTEXT02.pdf